# Common Law Wife
Common Law Wife, conosciuto anche come Swamp Rose, è un film drammatico statunitense del 1963 diretto da Eric Sayers e Larry Buchanan.

## Trama
Linda è unita in un matrimonio con il ricco Shugfoot "Shug" Rainey. Dopo aver accudito il marito per diversi anni, viene estromessa dall'eredità di quest'ultimo in favore della bella nipote Jonelle, spogliarellista di New Orleans chiamata anche Baby Doll. L'atteggiamento spregiudicato della ragazza causa anche la rottura del matrimonio tra Brenda, la sorella, e Jody, suo cognato e sceriffo della città e suo ex fidanzato.
Linda cerca di giocare la sua carta vincente appellandosi alle leggi dello stato del Texas secondo le quali lei è la moglie di fatto (unita in un common-law marriage) a cui spetta esattamente metà del patrimonio del marito. Intanto Jonelle progetta l'omicidio di Shug e cerca di avvelenarlo con del cianuro. L'assassinio riesce grazie anche all'aiuto inconsapevole di Linda che versa il veleno nel liquore del marito. Dopo la morte di quest'ultimo le due donne continuano a combattere fra loro fino per appropriarsi dell'eredità.

## Produzione
Il film è stato girato in Texas ed ha vissuto una produzione travagliata. L'intero lungometraggio è il risultato di due diverse pellicole: la prima, girata a colori da Buchanan nel 1960, per un film horror incompiuto intitolato Swamp Rose, e la seconda, girata in bianco e nero da Eric Sayers e poi unita a diverse parti della prima (da cui venne eliminato il colore) dal produttore Michael A. Ripps. A causa del lavoro di rappezzamento, il film soffre di diversi vuoti di sceneggiatura oltre ad una vistosa differenza di grana nella pellicola finale tra le scene girate da Buchanan e quelle girate da Sayers.